# كاميرون ريتشاردسون
كاميرون ريتشاردسون (بالإنجليزية: Cameron Richardson)‏ هو لاعب كرة قدم أسترالية أسترالي، ولد في 2 ديسمبر 1987.

## وصلات خارجية
- كاميرون ريتشاردسون على موقع AustralianFootball.com (الإنجليزية)
- كاميرون ريتشاردسون على موقع AFLtables.com (الإنجليزية)